# Mahsa Abdolzadeh
Mahsa Abdolzadeh مهسا عبدل زاده (nacida el 22 de septiembre de 1985 en Tabriz, Irán) es una politóloga y política austríaca de origen iraní, miembro del Partido Verde en Viena. Es feminista y defensora de los derechos de las mujeres, las personas LGBTQ, y grupos minoritarios.

## Primeros años y carrera
Abdolzadeh nació durante la Guerra Irán-Irak en Tabriz, Irán, y se crio tanto en Teherán como Viena. Más tarde se mudó a Viena por su cuenta en 2004. Obtuvo en 2013 un master en Ciencias Políticas por la Universidad de Viena mientras estudiaba trabajo social con niños en una universidad privada de Viena.
Tras terminar sus estudios, publicó un libro que describe los movimientos de mujeres en Irán. Este texto ha sido uno de los trabajos más notables en el mundo académico alemán sobre los derechos de las mujeres en Irán. Ha publicado numerosos artículos en alemán y persa, principalmente sobre el feminismo en Europa y Oriente Medio, las políticas de inmigración europeas, y los efectos negativos de la educación fundamentalista islámica en la Yihad.
Inicialmente comenzó su trabajo en la administración de ventas, convirtiéndose más tarde en una trabajadora social. Tras sus estudios, se convirtió en una asesora sobre mujeres para el Partido Verde en Viena. Desde 2015 es una política electa del Partido Verde en el 19.º distrito de Viena.